# Памфилия

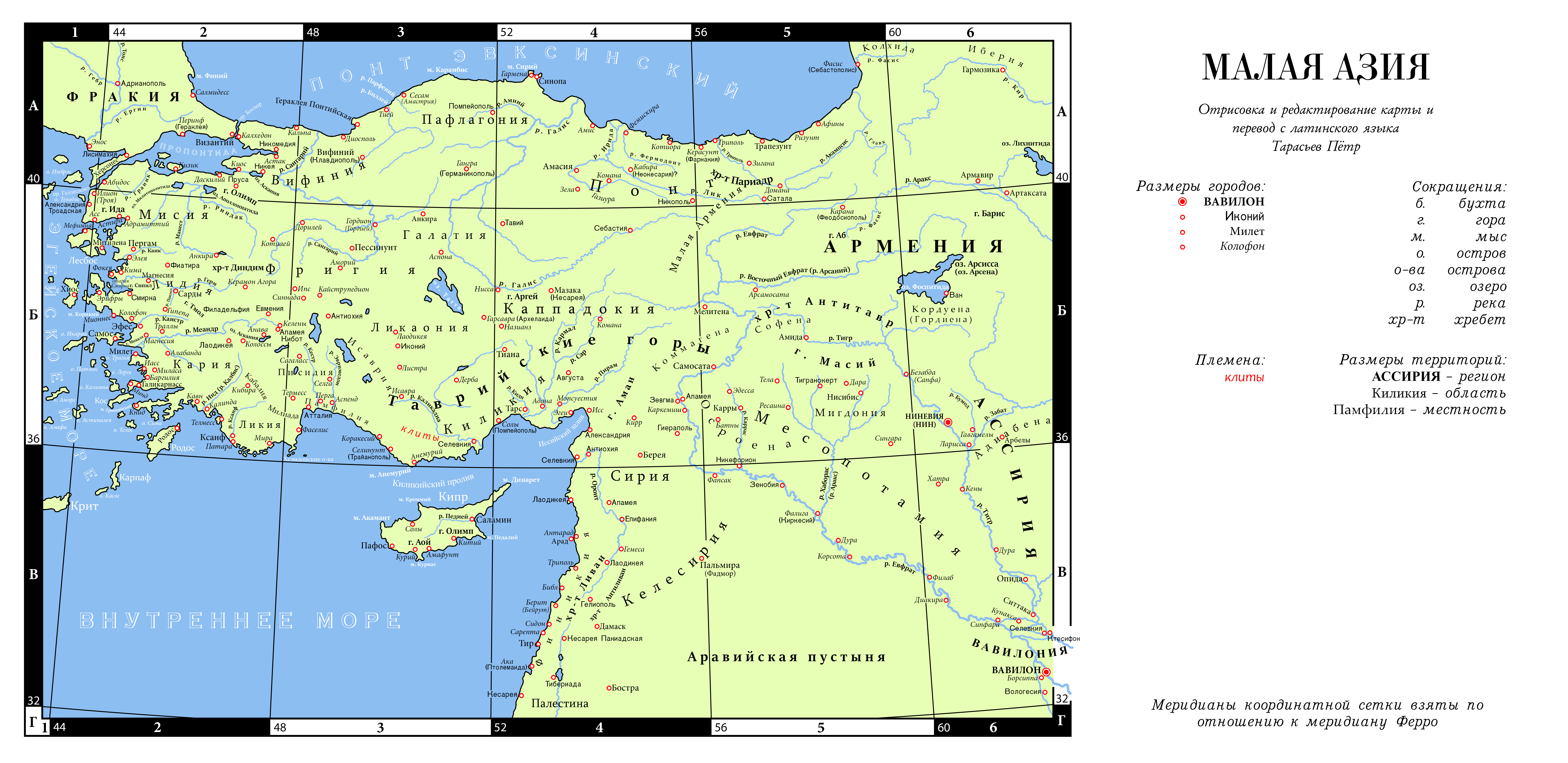
Местоположение Памфилии на территории Малой Азии

Памфи́лия (др.-греч. Παμφυλία, лат. Pamphylia) — в древности прибрежная область в южной части Малой Азии, между Киликией и Ликией. В глубокой древности была заселена выходцами из Греции, которые смешались с местным населением. С VI века до н. э. Памфилия входила в состав персидского царства Ахеменидов, во 2-й половине IV века до н. э. завоёвана Александром Македонским. После его смерти принадлежала Неарху, а в III—II веках до н. э. входила в состав государств Птолемеев, Селевкидов, Пергама, и вместе с ними вошла в состав Римской республики после 133 года до н. э. В 43 году Ликия и Памфилия были объединены в одну римскую провинцию. Отличительной особенностью Памфилии являлось развитое сельское хозяйство.
Крупные города в регионе: Перге, Сиде, Аспендос, Силлион.
Пророчество о Памфилии есть у Нострадамуса (3 центурия, 60 катрен)